# Route de France feminina
A Route de France feminina foi uma corrida de ciclismo feminina por etapas, organizada entre 2006 e 2016. Fez parte do calendário do UCI em categoria 2.2 no dois primeiros anos, passando para a categoria 2.1 desde o ano 2008. Era organizada pela sociedade Organização Routes et Cicles.
Com o final de Grande Boucle em 2009, e do Tour de l'Aude Feminino em 2010, esta prova passou a ser a maior corrida feminina por etapas que se desenvolveu na França e a úncia classificada 2.1. A edição de 2017 estava prevista mas acabou anulada devido a um conflito entre os organizadores e a UCI. Houve nova tentativa em 2018 com o mesmo desfecho, com a continuação do desentendimento da Comunidade de aglomeração de Nevers que tinha que acolher duas das seis etapas.
Estes dois cancelamentos consecutivos ditaram a extinção da prova.

## Palmarés
| Ano                  | Vencedor             | Segundo             | Terceiro            |           |
| -------------------- | -------------------- | ------------------- | ------------------- | --------- |
| 2006                 | Linda Villumsen      | Amber Neben         | Swetlana Bubnenkowa |           |
| 2007                 | Amber Neben          | Swetlana Bubnenkowa | Maryline Salvetat   |           |
| 2008                 | Luise Keller         | Rosane Kirch        | Edwige Pitel        |           |
| 2009                 | Kimberly Anderson    | Evelyn Stevens      | Eneritz Iturriaga   |           |
| 2010                 | Annemiek van Vleuten | Judith Arndt        | Olga Zabelinskaya   |           |
| 2011 Não se disputou |                      |                     |                     |           |
| 2012                 | Evelyn Stevens       | Kristin McGrath     | Carlee Taylor       |           |
| 2013                 | Linda Villumsen      | Emma Johansson      | Evelyn Stevens      |           |
| 2014                 | Claudia Lichtenberg  | Alena Amialiusik    | Aude Biannic        |           |
| 2015                 | Elisa Longo Borghini | Amber Neben         | Claudia Lichtenberg |           |
| 2016                 | Amber Neben          | Tayler Wiles        | Eugenia Bujak       |           |
| 2017                 | cancelado            | cancelado           | cancelado           | cancelado |
| 2018                 | cancelado            | cancelado           | cancelado           | cancelado |

## História
Em 2006, a UCI abriu um concurso para candidaturas à organização de uma corrida por etapas na França.
A corrida serviu como rampa de lançamento para a carreira de várias ciclistas profissionais, como Annemiek van Vleuten, cuja vitória à geral de 2010 foi a sua primeira grande vitória por etapas. Entre as demais ganhadoras notáveis encontram-se Evelyn Stevens, Linda Villumsen e Amber Neben.
Em 2017, foi anulada após ter falhado a inscrição no UCI World Tour feminino, porque a sua data coincidia com os Campeonato Europeu e as corridas suecas WorldTour de Vårgårda.
Em 23 abril  de  2018, a edição de 2018 é anulada outra vez, quando o percurso estava já definido desde março. O organizador, Hervé Gérardin anunciou oficialmente a sua retirada definitiva do mundo do ciclismo feminino internacional e renunciou a todas as novas edições da corrida.

## Organização
A prova era organizada pelo organismo Routes et Cycles dirigida por Hervé Gérardin.

## Estatísticas
Recorde de vitórias de etapas
| Corredora             | Número de etapas |
| --------------------- | ---------------- |
| Giorgia Bronzini      | 9                |
| Diana Žiliūtė         | 6                |
| Ina-Yoko Teutenberg   | 6                |
| Svetlana Boubnenkova  | 5                |
| Dorte Lohse Rasmussen | 3                |
| Evelyn Stevens        | 3                |

Vitórias de etapas por países
| País           | Número de etapas |
| -------------- | ---------------- |
| Itália         | 16               |
| Alemanha       | 11               |
| Países Baixos  | 9                |
| Estados Unidos | 8                |
| Austrália      | 7                |
| Lituânia       | 7                |
| Rússia         | 6                |
| Dinamarca      | 3                |
| França         | 3                |
| Polónia        | 2                |
| Reino Unido    | 2                |
| África do Sul  | 1                |
| Bielorrússia   | 1                |
| Nova Zelândia  | 1                |
| Suécia         | 1                |

| Vitórias de etapas por países e por edição | Vitórias de etapas por países e por edição | Vitórias de etapas por países e por edição | Vitórias de etapas por países e por edição | Vitórias de etapas por países e por edição | Vitórias de etapas por países e por edição | Vitórias de etapas por países e por edição | Vitórias de etapas por países e por edição | Vitórias de etapas por países e por edição | Vitórias de etapas por países e por edição | Vitórias de etapas por países e por edição | Vitórias de etapas por países e por edição | Vitórias de etapas por países e por edição | Vitórias de etapas por países e por edição | Vitórias de etapas por países e por edição | Vitórias de etapas por países e por edição |
| ------------------------------------------ | ------------------------------------------ | ------------------------------------------ | ------------------------------------------ | ------------------------------------------ | ------------------------------------------ | ------------------------------------------ | ------------------------------------------ | ------------------------------------------ | ------------------------------------------ | ------------------------------------------ | ------------------------------------------ | ------------------------------------------ | ------------------------------------------ | ------------------------------------------ | ------------------------------------------ |
| #                                          | Itália                                     | Alemanha                                   | Países Baixos                              | Estados Unidos                             | Austrália                                  | Lituânia                                   | Rússia                                     | Dinamarca                                  | França                                     | Polónia                                    | Reino Unido                                | África do Sul                              | Bielorrússia                               | Nova Zelândia                              | Suécia                                     |
| 2006                                       | 1                                          | -                                          | 1                                          | -                                          | -                                          | 5                                          | 2                                          | 1                                          | -                                          | -                                          | -                                          | -                                          | -                                          | -                                          | -                                          |
| 2007                                       | -                                          | -                                          | -                                          | 2                                          | 1                                          | -                                          | 4                                          | 2                                          | -                                          | -                                          | -                                          | -                                          | -                                          | -                                          | -                                          |
| 2008                                       | 2                                          | 5                                          | -                                          | -                                          | -                                          | 1                                          | -                                          | -                                          | -                                          | -                                          | -                                          | -                                          | -                                          | -                                          | -                                          |
| 2009                                       | -                                          | 2                                          | -                                          | 1                                          | 2                                          | 1                                          | -                                          | -                                          | -                                          | -                                          | -                                          | -                                          | -                                          | -                                          | -                                          |
| 2010                                       | -                                          | 3                                          | 2                                          | -                                          | -                                          | -                                          | -                                          | -                                          | -                                          | -                                          | 1                                          | -                                          | -                                          | -                                          | -                                          |
| 2012                                       | 1                                          | -                                          | 1                                          | 3                                          | 2                                          | -                                          | -                                          | -                                          | -                                          | -                                          | -                                          | 1                                          | 1                                          | -                                          | -                                          |
| 2013                                       | 6                                          | -                                          | -                                          | -                                          | -                                          | -                                          | -                                          | -                                          | -                                          | -                                          | -                                          | -                                          | -                                          | 1                                          | 1                                          |
| 2014                                       | 2                                          | 1                                          | 3                                          | -                                          | -                                          | -                                          | -                                          | -                                          | 1                                          | -                                          | -                                          | -                                          | -                                          | -                                          | -                                          |
| 2015                                       | 4                                          | -                                          | 1                                          | -                                          | 1                                          | -                                          | -                                          | -                                          | -                                          | -                                          | 1                                          | -                                          | -                                          | -                                          | -                                          |
| 2016                                       | -                                          | -                                          | 1                                          | 2                                          | 1                                          | -                                          | -                                          | -                                          | 2                                          | 2                                          | -                                          | -                                          | -                                          | -                                          | -                                          |
| TOTAL                                      | 16                                         | 11                                         | 9                                          | 8                                          | 7                                          | 7                                          | 6                                          | 3                                          | 3                                          | 2                                          | 2                                          | 1                                          | 1                                          | 1                                          | 1                                          |
|                                            | Itália                                     | Alemanha                                   | Países Baixos                              | Estados Unidos                             | Austrália                                  | Lituânia                                   | Rússia                                     | Dinamarca                                  | França                                     | Polónia                                    | Reino Unido                                | África do Sul                              | Bielorrússia                               | Nova Zelândia                              | Suécia                                     |